# 平塚市立花水小学校
平塚市立花水小学校（ひらつかしりつ はなみずしょうがっこう）は、神奈川県平塚市にある公立小学校。

## 概要
平塚市内で生徒数が最大の小学校である。

## 特色
合い言葉
- 小学校は「夢のゆりかご 花水小学校」で、花水小PTAは「子どもたちと学校の応援団」を合い言葉としている。

この合い言葉を元に学校教員や各委員会、各サポーターの方々が子供たちの夢を育む安全で豊かな環境を作るために熱心に活動している。
ベルマーレ給食(ふれあい給食)
- 2017年から、平塚市を拠点として活動している湘南ベルマーレの選手が考案した給食を選手と一緒に市内の小学生が給食を食べるという活動を行っている[4]。

七夕飾り制作
- 花水小学校では湘南ひらつか七夕まつりに向け七夕飾りの制作を行っており、毎年全学年からの短冊と数個の飾りが七夕飾りで飾られている[5]。

## 歴史
- 花水小学校は戦後に開校した小学校である。
- 2004年（平成16年）10月15日にはインターネットの掲示板である「2ちゃんねる」に「人殺しマン参上!今日の午後惨事に平塚市立花水小学校に参上します」との書き込みがなされ、同日書き込みに気付いた市民が市教委に連絡し同校はこの日の授業を午前中で切り上げるなどした。

書き込みを行った犯人は21日に出頭し、この事件は解決した。
- 2020年（令和2年）の新型コロナウィルスによる臨時休校期間中には、教諭らがFMナパサのラジオ番組「せんせいからみんなへ」にて、子供たちに向けてメッセージを発信した[7]。

### 沿革
- 1947年（昭和22年）9月1日 - 設立[1]。
- 1951年（昭和26年）11月 - 校歌制定（詳細は下述）[8]。
- 1979年（昭和54年） - 普通教室・特別教室棟（中棟）建設[9]。
- 1981年（昭和56年） - 給食調理場建設[9]。
- 1983年（昭和58年） - 管理教室棟（北棟）建設[9]。
- 1989年（平成元年） - 普通教室・特別教室棟（西棟）建設[9]。
- 1993年（平成5年） - 普通教室・特別教室棟（南棟）と体育室建設[9]。
- 2012年（平成24年） - 体育館（屋内運動場）建設[9]。
- 2013年（平成25年）度 - 校庭整備工事[1]。
- 2014年（平成26年）度 - 校舎屋上防水改修工事[1]。
- 2019年（令和元年）度 - 校舎大規模改修工事[1]。
- 2021年（令和3年）度 - トイレ改修工事[1]。

## 校歌
1951年（昭和26年）11月、校歌制定専門委員会によって現在の校歌が制定され、ピアノ購入の披露を兼ねて、校歌発表会が盛大に行われた。作詞は「子ぎつね」などを手がけた勝承夫、作曲は「とんぼのめがね」など数多くの作曲を行った平井康三郎が担当している。

## 通学区域と進学先中学校
出典

### 通学区域
- 八重咲町（全域）
- 龍城ケ丘（全域）
- 桃浜町（全域）
- 袖ケ浜（全域）
- 菫平（全域）
- 松風町（全域）
- 黒部丘（1～9番）
- 虹ケ浜（1～12番・25番）

### 進学先中学校
- 平塚市立浜岳中学校

## 著名な卒業生
- 河野太郎（政治家）